# Jurgen Van Goolen
Jurgen Van Goolen (født 28. november 1980 i Leuven, Flandern) er en belgisk tidligere professionel cykelrytter.

## Karriere
Jurgen Van Goolen blev professionel i 2002 med Domo-Farm Frites. Efter et år på holdet fik han kontrakt med Quick Step-Davitamon på tre sæsoner inden han fortsatte sin karriere på det amerikanske UCI ProTour-hold Discovery Channel Pro Cycling Team i 2006. Nu da det amerikanske hold er lukket, fortsatte belgieren sin karriere på det danske hold Team CSC.
Som amatørcykelrytter cyklede Jurgen Van Goolen for Saeco-Mapei mellem 1999 og 2000 inden han kom til Domo-Farm Frites i 2001. Som amatør vandt han blandt andet Liège-La Gleize 1999, Flandern Rundt for juniorer 1999, Liège-Bastogne-Liège (U23) 2000 og GP Tell 2000.
Han blev belgisk U23-nationalmester i enkeltstart i 2000 og 2001. I 1998 sluttede han som nummer to i det belgiske juniormesterskab i enkeltstart efter Gert Steegmans. Han sluttede nummer to i de belgiske nationalmesterskaber for professionelle efter Geert Omloop i 2003, da han cyklede for Quick Step-Davitamon.
Den russiske cykelrytter Denis Mensjov vandt bjergkonkurrencen i Vuelta a España 2007 lige foran Jurgen Van Goolen.

## Sejre
2003 – Quick Step-Davitamon
2. plads, Belgiens Nationale Mesterskab
Danmark Rundt
2. plads, sammenlagt
2004 – Quick Step-Davitamon
Tour de l'Ain
3. plads, sammenlagt
Tour de Suisse
3. plads, 3. etape
2005 – Quick Step-Innergetic
2006 – Discovery Channel Pro Cycling Team
Tour de Suisse
2. plads, 5. etape
2007 – Discovery Channel Pro Cycling Team
Vuelta a España
2. plads i bjergkonkurrencen

## Eksterne links
- Wikimedia Commons har flere filer relateret til Jurgen Van Goolen
- Officielle hjemmeside Arkiveret 28. september 2007 hos  Wayback Machine
- Jurgen Van Goolens profil hos UCI (engelsk)
- Jurgen Van Goolens profil på CycleBase (engelsk)
- Jurgen Van Goolens profil på Cykelsiderne
- Jurgen Van Goolens profil på Cycling Quotient (engelsk)
- Jurgen Van Goolens profil på ProCyclingStats (engelsk)
- Jurgen Van Goolens profil på FirstCycling

| Cykling | Spire Denne biografi om en belgisk cykelrytter er en spire som bør udbygges. Du er velkommen til at hjælpe Wikipedia ved at udvide den. |